# (5511) Cloanthe
(5511) Cloanthe, désignation internationale (5511) Cloanthus, est un astéroïde troyen jovien.

## Description
(5511) Cloanthe est un astéroïde troyen jovien, camp troyen, c'est-à-dire situé au point de Lagrange L5 du système Soleil-Jupiter. Il présente une orbite caractérisée par un demi-grand axe de 5,243 UA, une excentricité de 0,116 et une inclinaison de 11,2° par rapport à l'écliptique.
Il est nommé en référence au personnage de la mythologie grecque Cloanthe, acteur du conflit légendaire de la guerre de Troie.

## Compléments